# エリー郡 (オハイオ州)
座標: 北緯41度30分 西経82度36分 / 北緯41.500度 西経82.600度
エリー郡（英: Erie County）は、アメリカ合衆国オハイオ州の郡である。人口は7万5622人（2020年）。郡庁所在地はサンダスキーである。

## 地理
アメリカ合衆国国勢調査局によると、この郡の総面積は1,622km2 (626mi2)である。
このうち660km2 (255mi2)が陸地、962km2 (371mi2)が水地域であり、総面積の59.31%が水地域である。

### 隣接する郡
- エセックス郡 (オンタリオ州) (Essex County, Ontario) エリー湖の対岸（カナダ）に位置する。（北）
- ロレイン郡 (Lorain County) （東）
- ヒューロン郡 (Huron County) （南）
- サンダスキー郡 (Sandusky County) （西）
- オタワ郡 (Ottawa County) （北東）

## 人口動態
2000年国勢調査で、この郡の人口は79,551人、31,727世帯、及び21,764家族が暮らしている。人口密度は121人/km2 (312人/mi2)である。54軒/km2 (141軒/mi2)の密度に35,909世帯の住宅が建っている。この郡の人種的な構成は白人88.64%、アフリカン・アメリカン8.64%、先住民0.21%、アジア0.37%、太平洋諸島系0.01%、その他の人種0.53%、及び混血1.60%、人口の2.09%はヒスパニックまたはラテン系である。
人口のうちが35.7%はドイツ系、9.2%はアイルランド系、8.2%はイングランド系、8.1%はイタリア系、7.8%アメリカ系移民の子孫である。
31,727世帯のうち、30.40%は18歳未満の子供と同居しており、53.70%は夫婦で一緒に生活をしている。11.20%は夫のいない女性が世帯主であり、31.40%は独身である。全世帯の27.00%は一人暮らしであり、10.80%が65歳以上である。平均世帯人数は2.45人であり、平均家族人数は2.97人である。
この郡の住民は24.70%が18歳未満の未成年、18歳以上24歳以下は7.20%、25歳以上44歳以下27.00%、45歳以上64歳以下が22.50%、65歳以上が15.60%である。
中央値年齢は40歳である。女性100人あたりに対しての男性の人数比は95.00人である。18歳以上の女性100人あたりに対しての男性の人数比は92.40人である。
この郡の一世帯ごとの平均的な収入は42,746ドルであり、家族ごとの平均的な収入は51,756ドルである。男性39,249ドルに対して女性は23,697ドルの平均的な収入である。一人当たりの収入は21,530ドルである。人口の約6.00%及び家族の8.30%は貧困線以下である。全人口のうち18歳未満の11.60%と65歳以上の6.80%は貧困線以下の生活を送っている。
2008年に国勢調査局は郡の人口が2007年7月1日の時点で約77,323人まで減少をしたと発表した。

## 都市
市 
- サンダスキー (Sandusky)
- ベルヴュー (Bellevue)
- ヒューロン (Huron)
- ヴァーミリオン (Vermilion)

 村 

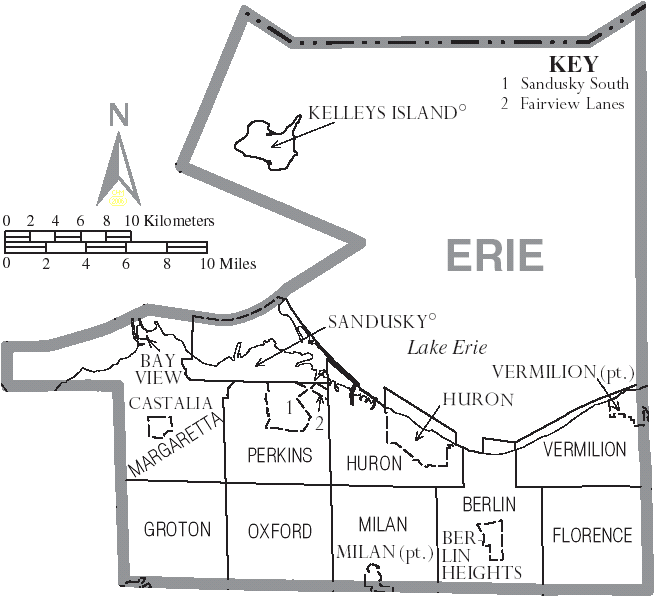
エリー郡のコミュニティー及び郡区

| - ベイビュー (Bay View) - ベルリンハイツ (Berlin Heights) - カスタリア (Castalia) | - ケリーズアイランド (Kelleys Island) - マイラン (Milan) |

 郡区(タウンシップ) 
| - ベルリン (Berlin) - フローレンス (Florence) - グロトン (Groton) - ヒューロン (Huron) | - マーガレッタ (Margaretta) - マイラン (Milan) - オックスフォード (Oxford) - パーキンス (Perkins) - ヴァーミリオン (Vermilion) |

 国勢調査指定地域 
- フェアビューレーン (Fairview Lanes)
- サンダスキーサウス (Sandusky South)

 他のコミュニティー 
| - エイブリー (Avery) - アクステル (Axtel) - ベイブリッジ (Bay Bridge) - ベルリンヴィル (Berlinville) - ベウラビーチ (Beulah Beach) - バーミンガム (Birmingham) - ブルーミングヴィル (Bloomingville) | - ボガート (Bogart) - セイロン (Ceylon) - コロンバスパーク (Columbus Park) - クリスタルロック (Crystal Rock) - フローレンス (Florence) - ハイデルベルクビーチ (Heidelberg Beach) - キンボール (Kimball) | - Mitiwanga - オーベリンビーチ (Oberlin Beach) - オーガン (Ogontz) - オーチャードビーチ (Orchard Beach) - パーカータウン (Parketown) - プラウト (Prout) - ラグルズビーチ (Ruggles Beach) | - サンドヒル (Sand Hill) - Shinrock - スプリングブルック (Springbrook) - ボランティアベイ (Volunteer Bay) - ウェイヤーズ (Weyers) - ウィルマー (Wilmer) |

## 行政
詳細はオハイオ郡政府（w:Ohio county government）を参照

## 参照
1. ↑  “Quickfacts.census.gov”. 2023年8月30日閲覧。
2. ↑  “エリー郡のデータ”.  オハイオ州立大学公開データセンター. 2007年4月28日閲覧。
3. ↑  “オハイオ州の郡のプロフィール：エリー郡” (PDF).   オハイオ州開発局. 2007年4月28日閲覧。
4. ↑   American FactFinder, United States Census Bureau 2008年1月31日閲覧。